# 長尾景晴
長尾 景晴（ながお かげはる）は、南北朝時代から室町時代前期にかけての武士。古志長尾家初代当主。

## 生涯
越後長尾氏の祖である長尾景恒の子。三条城主山吉伊予守長久の娘を正室に迎えた。長尾一族の仲でも特に勇猛の聞こえ高かったと云われる。
信濃川沿いの交通の要衝である蔵王堂の地に、蔵王堂城を築いてそこを拠点とし、刈羽郡及び古志郡を守護代的権限を以って支配した。しかし、南北朝の動乱期にはここが争奪の舞台となってしまった。
景晴は越後長尾分家の古志長尾家・蔵王堂長尾家の祖となった。兄・長景は上田長尾家の祖となったといわれるが、これを景晴の流れとする系図もある。